# Гурдо, Пьер
Пьер Гурдо (фр. Pierre Gourdault; 18 мая 1880, Париж — 5 января 1915, Живанши-ле-Нобль) — французский художник.

## Биография
Родился в 1880 году в Париже. Являлся одним из многочисленных учеников Марселя-Андре Баше (1862—1941), малоизвестного сегодня портретиста, который, однако, был довольно известным художником в своё время.

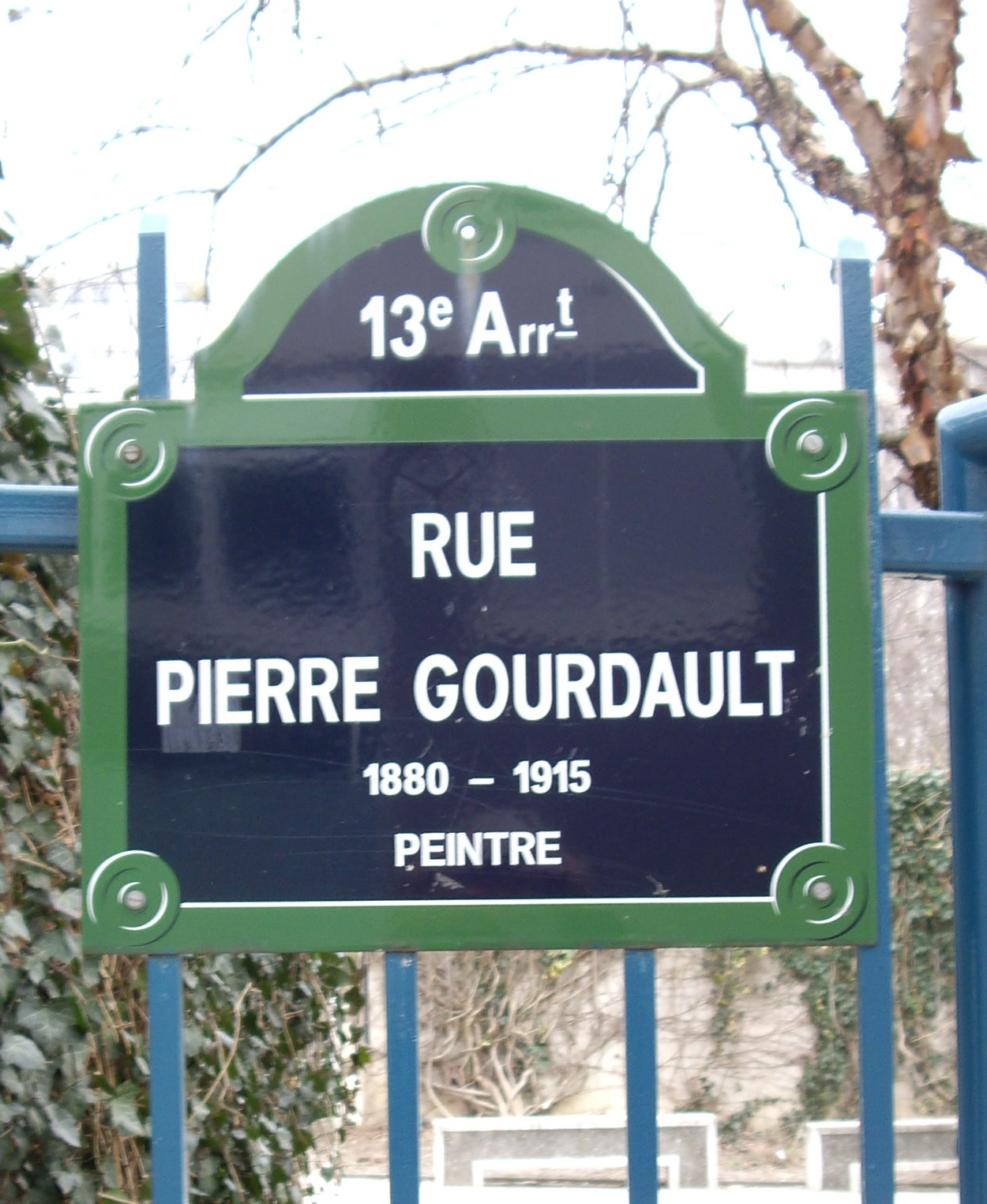
Табличка на улице Пьера Гурдо в 13-м округе Парижа.

Работал в манере, совмещавшей принципы постимпрессионистской и академической живописи; испытал также некоторое влияние испанского люминизма (в частности, Сорольи). В 1908 году выставлял свои картины на франко-испанской выставке в Сарагосе. Дважды участвовал в конкурсе на Римскую премию. В 1912 году получил премию Парижского салона.
В первый же год Первой мировой войны, Пьер Гурдо, которому тогда было 34 года, отправился на фронт унтер-офицером полка зуавов (которые, несмотря на экзотическую форму в восточном вкусе, нередко набирались из французов). Перед отъездом на фронт создал свой автопортрет в мундире зуава. В январе следующего года погиб в бою. 
В 1919 году состоялась посмертная выставка работ Гурдо, где, в частности, экспонировался его автопортрет в военной форме. К этому автопортрету посетивший выставку президент Франции в торжественной обстановке прикрепил орден Почётного легиона, отмечая заслуги Гурдо. В Париже именем художника названа улица.
Был женат на художнице Мари Мартен-Гурдо (1881—1938).
Пьера Гурдо часто путают с другим художником, Мариусом Гурдо (1859—1935), который был гораздо старше и входил в окружение знаменитых импрессионистов. Существует также немалая путаница в атрибуции их работ, в том числе, в аукционных каталогах.

## Галерея

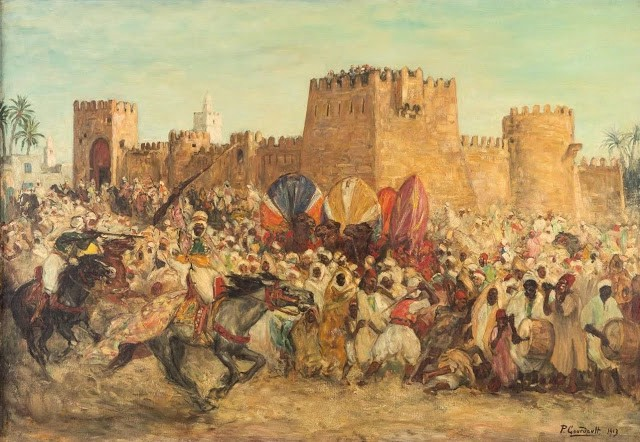
Арабская сцена (Скачки?).
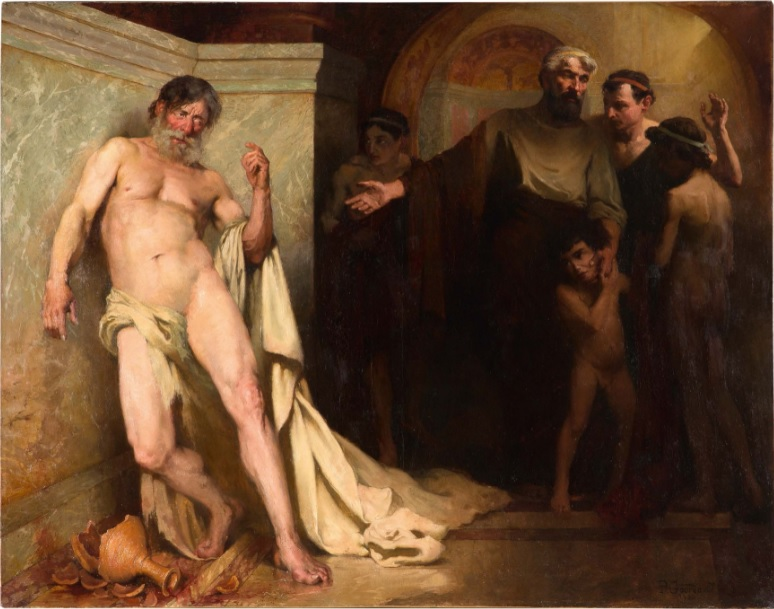
Спартанским мальчикам демонстрируют пьяного илота.
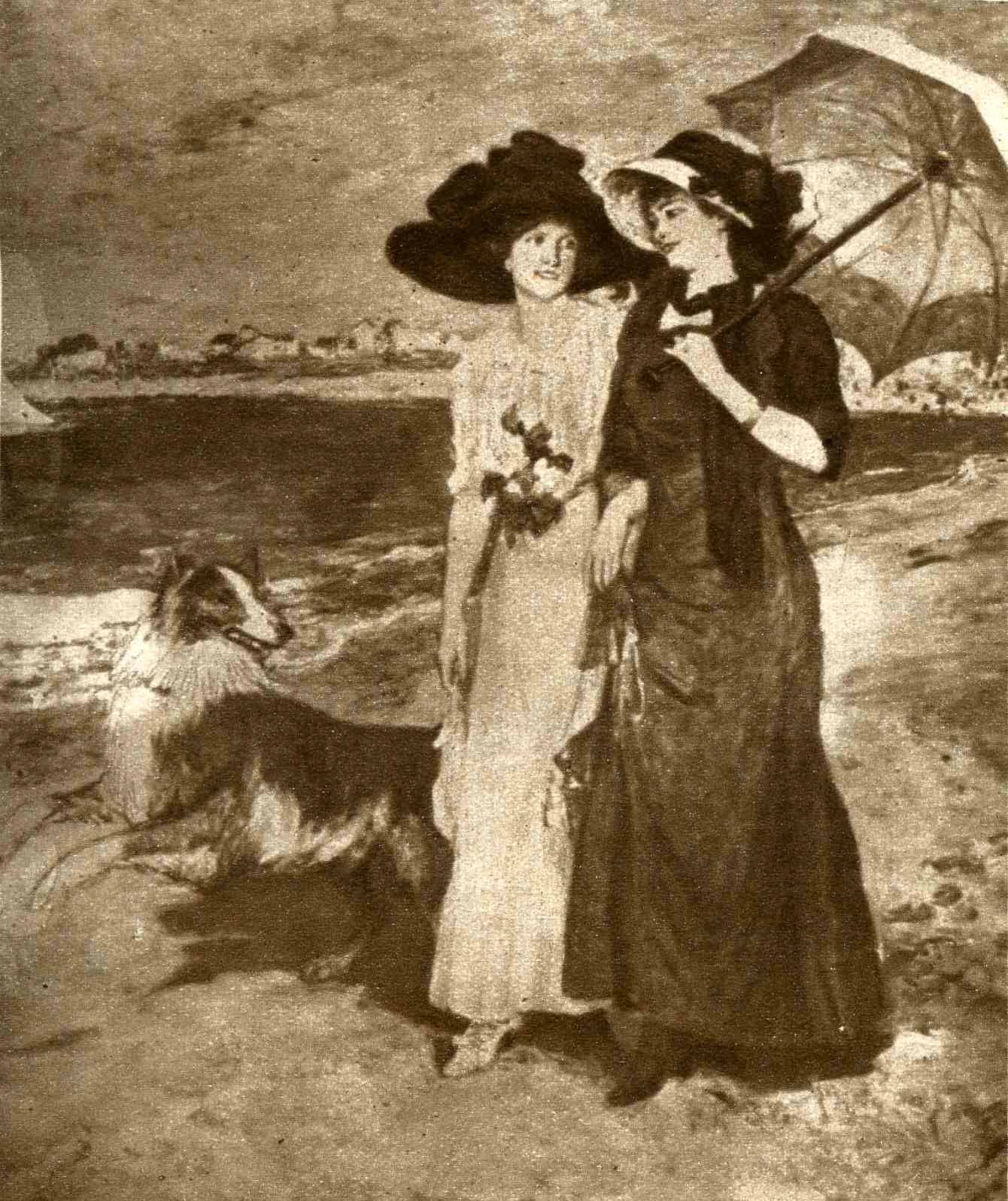
Прогулка по пляжу.
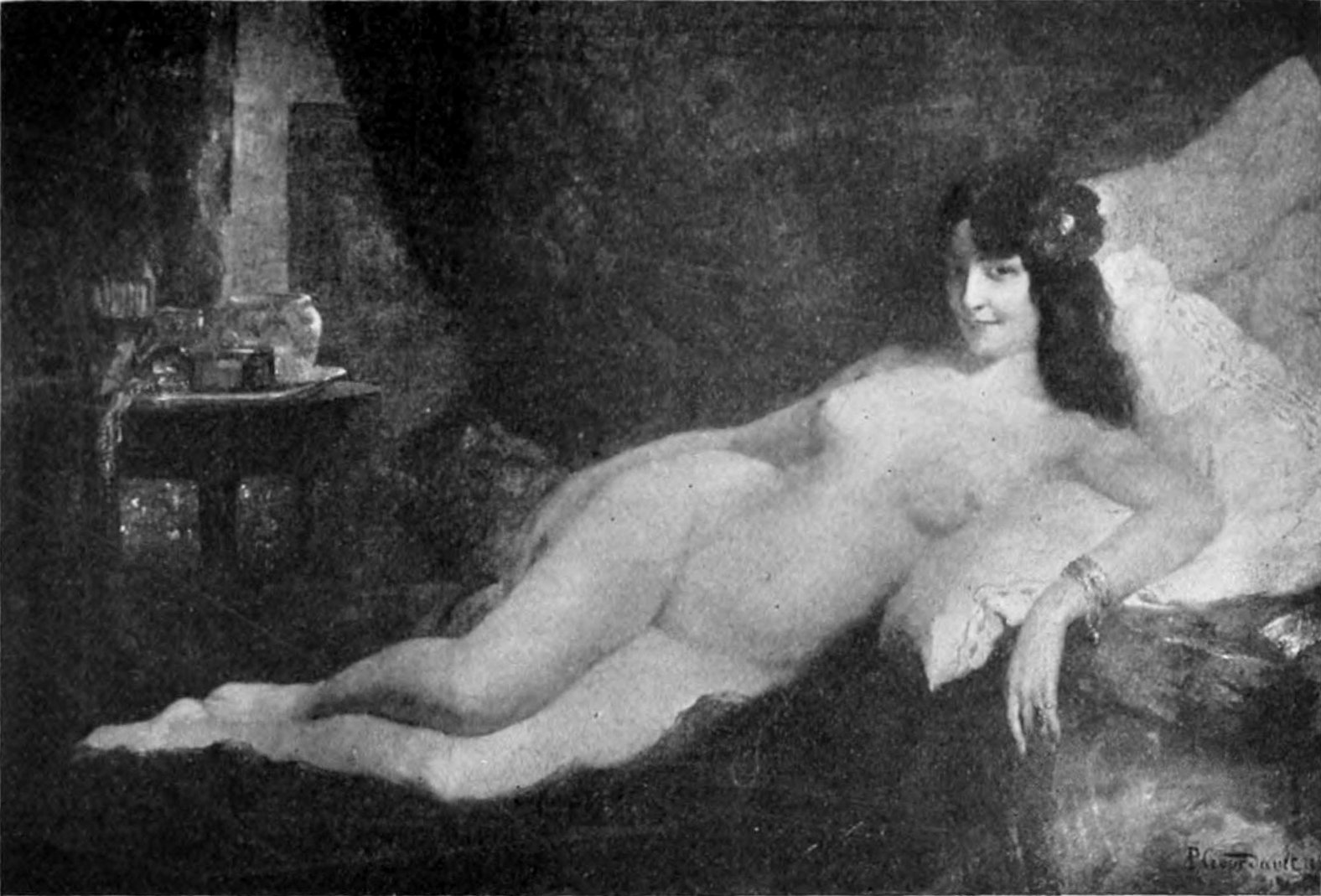
Курильщица опиума.